# 4e assemblée citoyenne de Podemos
La 4e assemblée citoyenne de Podemos (en espagnol : 4ª Asamblea Ciudadana), surnommée Vistalegre IV, se déroule les 12 et 13 juin 2021 à Alcorcón afin d'élire les nouveaux organes de direction du parti.
Elle voit l'élection de la ministre des Droits sociaux Ione Belarra comme secrétaire générale par 88 % des voix.

## Contexte
Au soir des élections à l'Assemblée de Madrid du 4 mai 2021, le secrétaire général de Podemos et chef de file électoral de la coalition Unidas Podemos Pablo Iglesias annonce son retrait de la vie politique, en dépit d'une légère progression au cours du scrutin. Environ une semaine plus tard, la ministre des Droits sociaux Ione Belarra annonce sa candidature au secrétariat général.

## Organisation

### Calendrier
Les conditions d'organisation de la 4e assemblée citoyenne sont publiées le 13 mai 2021 : 
- 20 mai : présentation des candidatures ;
- du 21 au 25 mai : recueil des parrainages ;
- 27 mai : publication des candidatures retenues et de leurs programmes ;
- du 3 au 12 juin : campagne interne ;
- du 6 au 12 juin : vote des adhérents ;
- 13 juin : réunion de l'assemblée citoyenne pour la proclamation des résultats.

### Modalités
Le secrétaire général est élu au scrutin uninominal majoritaire à un tour, et son élection emporte adoption des motions politique, d'organisation, d'éthique et de féminisme qu'il avait associés à sa candidature. Bien que l'élection du conseil citoyen d'État (CCE) — le plus important organe directeur entre deux assemblées citoyennes — fasse l'objet d'un scrutin séparé, chaque liste doit être associée à une candidature au secrétariat général. Les candidats au secrétariat général doivent bénéficier d'au moins 500 parrainages d'adhérents et du soutien d'une « structure collective » (un organe de direction au niveau de l'État ou d'une communauté autonome, ou au moins trois cercles de militants).
L'élection du CCE est régie par le système dit « DesBorda », imaginé par Pablo Echenique et en vigueur depuis 2017 : chaque adhérent accorde un vote préférentiel ordonnancé aux candidats au CCE, ce qui attribue à ces derniers un nombre décroissant de points en fonction de la position que le votant leur accorde. Les candidats ayant le plus grand nombre de points sont élus, dans la limite du nombre de sièges établi par la motion d'organisation qui remporte la majorité. Toute liste qui recueille au moins 5 % du total des points distribués se voit attribuer au moins deux sièges.
La direction annonce le 1er juin que la réunion de l'assemblée citoyenne se fera dans la ville d'Alcorcón et non au palacio Vistalegre comme les deux premiers conclaves, ce qui a donné son surnom à ce type d'événément au sein de Podemos.

## Élection du secrétaire général

### Candidats
Trois candidats parviennent à recueillir au moins 500 parrainages et présenter une liste pour le conseil de coordination et les motions politique, d'organisation, d'éthique et de féminisme.
| Identité | Identité           | Fonction                                           |
| -------- | ------------------ | -------------------------------------------------- |
|          | Fernando Barredo   |                                                    |
|          | Ione Belarra       | Ministre des Droits sociaux Députée de Navarre     |
|          | Esteban Tettamanti | Conseiller municipal de San Lorenzo de El Escorial |

### Résultats
Sur les 530 000 sympathisants inscrits à Podemos, peuvent prendre part au vote les 138 847 personnes ayant confirmé formellement leur identité civile.
| Candidat                 | Candidat                 | Voix    | %     |
| ------------------------ | ------------------------ | ------- | ----- |
|                          | Ione Belarra             | 45 753  | 88,69 |
|                          | Fernando Barredo         | 3 106   | 6,02  |
|                          | Esteban Tettamanti       | 2 730   | 5,29  |
|                          |                          |         |       |
| Votes valides            | Votes valides            | 51 589  | 96,55 |
| Votes nuls               | Votes nuls               | 1 844   | 3,45  |
| Total                    | Total                    | 53 433  | 100   |
| Abstentions              | Abstentions              | 85 414  | 61,57 |
| Inscrits / Participation | Inscrits / Participation | 138 847 | 38,43 |

La victoire de Ione Belarra s'accompagne de celle de sa liste au conseil citoyen d'État, ce qui permet la réélection de plusieurs responsables sortants comme Irene Montero, Noelia Vera, Isa Serra, Rafa Mayoral, Idoia Villanueva ou encore Pablo Echenique.

## Nouvelle équipe dirigeante
Le conseil citoyen d'État se réunit le 18 juin suivant afin d'élire les 29 membres du conseil de coordination, qui forme la direction exécutive de Podemos : 
| Fonction                                                                        | Nom                  | Remarque                                                                      |
| ------------------------------------------------------------------------------- | -------------------- | ----------------------------------------------------------------------------- |
| Secrétaire générale                                                             | Ione Belarra         | Ministre des Droits sociaux Députée de Navarre                                |
| Secrétaire à l'Action gouvernementale                                           | Irene Montero        | Ministre de l'Égalité Députée de Madrid                                       |
| Secrétaire à l'International et aux Relations avec les autres forces            | Idoia Villanueva     | Députée européenne                                                            |
| Secrétaire aux Féminismes                                                       | Noelia Vera          | Secrétaire d'État à l'Égalité et contre la Violence de genre Députée de Cadix |
| Secrétaire au Programme                                                         | Pablo Echenique      | Député de Saragosse Porte-parole du groupe parlementaire                      |
| Secrétaire à l'Économie et au Nouveau projet national                           | Nacho Álvarez        | Secrétaire d'État aux Droits sociaux                                          |
| Secrétaire aux Cultures                                                         | Sofía Castañón       | Députée des Asturies                                                          |
| Secrétaire aux Cercles, à la Participation et à la Croissance de l'organisation | Pau Vivas            |                                                                               |
| Secrétaire aux Droits humains                                                   | Jaume Asens          | Député de Barcelone Président du groupe parlementaire                         |
| Secrétaire aux LGTBI                                                            | Ángela Rodríguez     | Ancienne députée de Pontevedra                                                |
| Secrétaire à l'Horizon républicain et à l'Approfondissement démocratique        | Rafael Mayoral       | Député de Madrid                                                              |
| Secrétaire à la Coordination exécutive                                          | Teresa Arévalo       | Ancienne députée d'Albacete                                                   |
| Secrétaire à l'Organisation                                                     | Lilith Verstrynge    | Députée régionale de Madrid                                                   |
| Secrétaire à la Paix et à la Sécurité                                           | Julio Rodríguez      | Ancien chef d'État-major de la Défense                                        |
| Secrétaire à l'Horizon vert et à la Revitalisation du monde rural               | Irene de Miguel      | Députée régionale de Badajoz                                                  |
| Secrétaire au Droit au logement                                                 | Alejandra Jacinto    | Députée régionale de Madrid                                                   |
| Secrétaire aux Soins et à la Coresponsabilité                                   | Alba González        |                                                                               |
| Secrétaire à l'Éducation, à la Science et à la Recherche                        | Javier Sánchez Serna | Député de Murcie Troisième secrétaire du Congrès des députés                  |
| Secrétaire à l'École de la communication                                        | Juanma del Olmo      | Ancien député de Valladolid                                                   |
| Secrétaire à l'Analyse électorale                                               | Txema Guijarro       | Député d'Alicante                                                             |
| Secrétaire à la Plurinationalité                                                | Pilar Garrido        | Députée de Guipuscoa                                                          |
| Porte-parole                                                                    | Pablo Fernández      | Député régional de León                                                       |
| Porte-parole Secrétaire au Discours et à la Formation                           | Isa Serra            | Ancienne députée régionale de Madrid                                          |
| Secrétaire à l'Industrie et à l'Amérique latine                                 | Antón Gómez-Reino    | Député de La Corogne                                                          |
| Secrétaire aux Politiques municipales                                           | Jesús Santos Gimeno  | Adjoint au maire d'Alcorcón                                                   |
| Secrétaire aux Droits sociaux                                                   | Noemí Santana        | Conseillère aux Droits sociaux des Canaries                                   |
| Secrétaire à l'Antiracisme                                                      | Serigne Mbayé        | Député régional de Madrid                                                     |
| Secrétaire à l'Action institutionnelle                                          | María Teresa Pérez   | Directrice générale de l'Institut de la Jeunesse                              |
| Secrétaire à la Société civile et au Mouvement populaire                        | Álex Zapico          |                                                                               |
| Directeur de l'Institut 25M                                                     | Juan Carlos Monedero |                                                                               |